# Гришенська сільська рада
Гри́шенська сільська рада (рос. Гришенский сельский совет) — сільське поселення у складі Мамонтовського району Алтайського краю Росії.
Адміністративний центр — село Гришенське.

## Населення
Населення — 772 особи (2019; 938 в 2010, 979 у 2002).

## Склад
До складу сільської ради входять:
| Населений пункт      | Населення, осіб (2002) | Населення, осіб (2010) |
| -------------------- | ---------------------- | ---------------------- |
| Гоноховський, селище | 10                     | 12                     |
| Гришенське, село     | 969                    | 926                    |